# 剧照
剧照（Stage photo, Promotional Photo, Still photography）是电视剧、电影或舞台剧等剧集所拍摄的一种宣传照片。在影片的拍摄过程中，由剧组的摄制小组、摄影助理或剧照摄影师来负责连拍登场角色、某个镜头、某个场面或者是一些主要情节场面的静止照片，经过制片厂的宣传部门选定好这些照片后，交由照相部门成批制作成一组组独具艺术风格的剧照，最终将由官方部门发布于官方网站和新闻动态上，或者是登刊于书籍杂志或是以制作成海报的形式进行张贴宣传。
剧照属于影片资料的一部分，将随同影片的其它档案资料一同交由国家影片资料库或制片方保存。